# 上思龙船花
上思龙船花（学名：Ixora tsangii）为茜草科龙船花属下的一个种。